# Геометрія

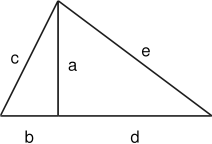
Сторони прямокутного трикутника.

Геоме́трія (від дав.-гр. γη — Земля і μετρέω — вимірюю; землеміряння) — розділ математики, наука про просторові форми, відношення і їхні узагальнення.

## Концепції
Геометрія — одна з найдавніших наук. Від початку вона була галуззю практичного знання, що розглядало довжини, площі, і об'єми.
Початкові поняття геометрії виникли в результаті відволікання від будь-яких властивостей і відносин тіл, крім взаємного розташування і величини. Перші виражаються в дотику або приляганні тіл один до одного, в тому, що одне тіло є частиною іншого, в розташуванні «між», «всередині» тощо. Інші виражаються в поняттях «більше», «менше», в понятті про рівність тіл.
Шляхом такого ж відволікання виникає поняття геометричного тіла. Геометричне тіло — абстракція, в якій зберігаються лише форма і розміри при повному абстрагуванні від усіх інших властивостей. При цьому геометрія, як властиво математиці взагалі, повністю абстрагується від невизначеності й рухливості реальних форм і розмірів і вважає всі досліджувані нею відносини і форми абсолютно точними і визначеними. Абстрагування від протяжності тіл призводить до понять поверхні, лінії і точки. Це явно виражене, наприклад, у визначеннях, даних Евклідом: «лінія є довжина без ширини», «поверхня є те, що має довжину і ширину». Точка без жодної протяжності — абстракція, що відображає можливість необмеженого зменшення всіх розмірів тіла, уявна межа його нескінченного розділення. Далі виникає загальне поняття про геометричну фігуру, під якою розуміють не тільки тіло, поверхню, лінію або точку, а й будь-яку їхню сукупність.
Геометрія в первинному значенні — наука про фігури, взаємне розташування і розміри їхніх частин, а також про перетворення фігур. Це визначення цілком узгоджується з визначенням геометрії як науки про просторові форми і відносини. Дійсно, фігура, як вона розглядається в геометрії, і є просторова форма; тому в геометрії говорять, наприклад, «куля», а не «тіло кулястої форми»; розташування і розміри визначаються просторовими відносинами; нарешті, перетворення, як його розуміють у геометрії, також є певне відношення між двома фігурами — даної і тієї, в яку вона перетвориться.
У сучасному, загальнішому смислі, геометрія обіймає різноманітні математичні теорії, приналежність яких до геометрії визначається не лише схожістю (хоча часом і вельми віддаленою) їхнього предмета зі звичайними просторовими формами і відносинами, але також тим, що вони історично склалися і складаються на основі геометрії в первісному її значенні, і в своїх побудовах виходять з аналізу, узагальнення і видозміни її понять. Геометрія в цьому загальному смислі тісно переплітається з іншими розділами математики та її кордони не є точними.

### Узагальнення предмету геометрії
Можливість узагальнення і видозміни геометричних понять найлегше усвідомити на прикладі. Так, на поверхні кулі можна з'єднувати точки найкоротшими лініями — дугами великих кіл, можна вимірювати кути і площі, будувати різні фігури. Їх вивчає предмет сферичної геометрії, подібно до того, як планіметрія — геометрія на площині; геометрія на земній поверхні близька до сферичної геометрії. Закони геометрії на сфері відрізняються від законів планіметрії; наприклад, довжина кола тут не пропорційна радіусу, а зростає повільніше і досягає максимуму для екватора; сума кутів трикутника на сфері непостійна і завжди більше двох прямих. Аналогічно можна на будь-якій поверхні проводити лінії, вимірювати їхні довжини, кути між ними, визначати обмежені ними площі. Геометрія на поверхні, що будується таким чином, називається її внутрішньої геометрією (Карл Гаусс, 1827). На нерівномірно вигнутій поверхні співвідношення довжин і кутів будуть різними в різних місцях, отже, вона буде геометрично неоднорідною, на відміну від площини і сфери. Можливість отримання різних геометричних співвідношень наводить на думку, що властивості реального простору можуть лише наближено описуватися звичайною геометрією. Ця ідея, вперше висловлена Миколою Лобачевським, знайшла підтвердження в загальній теорії відносності.
Ширша можливість узагальнення понять геометрії з'ясовується з наступного міркування. Звичайний реальний простір розуміють в геометрії як безперервну сукупність точок, тобто всіх можливих гранично точно визначених місць розташування гранично малого тіла. Аналогічно безперервну сукупність можливих станів будь-якої матеріальної системи, безперервну сукупність яких-небудь однорідних явищ можна трактувати як свого роду «простір». Ось один із прикладів. Відомо, що нормальний людський зір триколірний, тобто будь-яке колірне відчуття К — комбінація — сума трьох основних відчуттів: Ч червоного, З зеленого і С синього, з визначенням інтенсивності кольору. Позначаючи ці інтенсивності в деяких одиницях через х, у, z, можна написати К = х*Ч + у*З + z*C. Подібно до того, як точку в просторі можна рухати вгору і вниз, праворуч і ліворуч, вперед і назад, так і відчуття кольору К може безперервно змінюватися у трьох напрямках зі зміною складових його частин — червоного, зеленого і синього. За аналогією можна сказати, що сукупність всіх кольорів — тривимірний простір, «простір кольорів». Безперервна зміна кольору можна зобразити як лінію в цьому просторі. Далі, якщо дані два кольори, наприклад червоний Ч і білий Б, то, змішуючи їх у різних пропорціях, отримують безперервну послідовність кольорів, яку можна назвати прямолінійним відрізком ЧБ. Уявлення про те, що рожевий колір Р лежить між червоним та білим і що густіший рожевий лежить ближче до червоного, не потребує роз'яснення. Таким чином, виникають поняття про найпростіші «просторові» форми (лінія, відрізок) і відносини (між, ближче) в просторі кольорів. Далі, можна ввести точне визначення відстані (наприклад, за кількістю порогів розрізнення, яке можна прокласти між двома кольорами), визначити поверхні і області кольорів, подібно до звичайних поверхонь і геометричних тіл тощо. Так виникає вчення про простір кольорів, яке шляхом узагальнення геометричних понять відображає реальні властивості колірного зору людини (дивись колориметрія).
Інший приклад. Стан газу, що перебуває в циліндрі під поршнем, визначається тиском і температурою. Тому сукупність усіх можливих станів газу можна представляти як двовимірний простір. «Точками» цього «простору» служать стани газу; «точки» розрізняються двома «координатами» — тиском і температурою, подібно до того як точки на площині розрізняються значеннями їхніх координат. Безперервна зміна стану зображується лінією в цьому просторі.
Далі можна уявити собі будь-яку матеріальну систему — механічну або фізико-хімічну. Сукупність усіх можливих станів цієї системи називають «фазовим простором». «Точками» цього простору є самі стани. Якщо стан системи визначається n величинами, то говорять, що система має n ступенів свободи. Ці величини відіграють роль координат точки-стану, як у прикладі з газом роль координат грали тиск і температура. Відповідно до цього такий фазовий простір системи називають n-мірним. Зміна стану зображується лінією в цьому просторі; окремі області станів, що виділяються з тими чи іншими ознаками, будуть областями фазового простору, а межі областей будуть поверхнями в цьому просторі. Якщо система має тільки два ступені свободи, то її стани можна зображувати точками на площині. Так, стан газу з тиском р і температурою Т відіб'ється точкою з координатами р і Т, а процеси, що відбуваються з газом, зобразити лініями на площині. Цей метод графічного зображення загальновідомий і постійно використовується у фізиці та техніці для наочного представлення процесів та їхніх закономірностей. Однак якщо число ступенів свободи більше 3, то просте графічне зображення (навіть у просторі) стає неможливим. Тоді, щоб зберегти корисні геометричні аналогії, вдаються до поняття про абстрактний фазовий простір. Так, наочні графічні методи переростають в це абстрактне уявлення. Метод фазових просторів широко застосовується в механіці, теоретичній фізиці та фізичній хімії. У механіці рух механічної системи зображують рухом точки в її фазовому просторі. У фізичній хімії особливо важливо розглядати форму і взаємне прилягання тих областей фазового простору системи з декількох речовин, які відповідають якісно різним станам. Поверхні, що розділяють ці області, суть поверхні переходів від однієї якості до іншої (плавлення, кристалізація тощо). У самій геометрії також розглядають абстрактні простори, «точками» яких служать фігури; так визначають «простори» кіл, сфер, прямих тощо. У механіці та теорії відносності вводять також абстрактний чотиривимірний простір, приєднуючи до трьох просторових координатах час як четверту координату. Це означає, що події потрібно розрізняти не тільки за положенням в просторі, але і в часі.
Таким чином, стає зрозумілим, як безперервні сукупності тих чи інших об'єктів, явищ, станів можуть підводитися під узагальнене поняття простору. У такому просторі можна проводити «лінії», що зображують безперервні послідовності явищ (станів), проводити «поверхні» і визначати відповідним чином «відстані» між «точками», даючи тим самим кількісне вираження фізичного поняття про ступінь відмінності відповідних явищ (станів) і таке подібне. Так за аналогією зі звичайною геометрією виникає «геометрія» абстрактного простору; вона може навіть мало бути схожа на звичайний простір, будучи, наприклад, неоднорідною за своїми географічним властивостях і скінченою, подібно нерівномірно викривленій замкнутій поверхні.
Предметом геометрії в узагальненому смислі виявляються не тільки просторові форми і відносини, але будь-які форми і відносини, які, будучи абстрагованими від свого змісту, виявляються подібними зі звичайними просторовими формами і відносинами. Ці просторово-подібні форми дійсності називають «просторами» і «фігурами». Простір у цьому смислі є безперервна сукупність однорідних об'єктів, явищ, станів, які грають роль точок простору, причому в цій сукупності є відносини, схожі з звичайними просторовими відносинами, як, наприклад, відстань між точками, рівність фігур тощо (фігура — взагалі частина простору). Геометрія розглядає ці форми дійсності абстраговано від конкретного змісту, вивчення ж конкретних форм і відносин у зв'язку з їхнім якісно своєрідним змістом становить предмет інших наук, а геометрія служить для них методом. Прикладом може служити будь-яке застосування абстрактної геометрія, хоча б вказане вище застосування n-мірного простору в фізичної хімії. Для геометрії характерний такий підхід до об'єкта, який полягає в узагальненні та перенесенні на нові об'єкти звичайних геометричних понять і наочних уявлень. Саме це і робиться в наведених вище прикладах простору кольорів та інших. Цей геометричний підхід зовсім не є чистою умовністю, а відповідає самій природі явищ. Проте часто одні й ті самі реальні факти можна зображувати аналітично або геометрично, як одну й ту ж залежність можна задавати рівнянням або лінією на графіку.
Не слід, однак, представляти розвиток геометрії так, що вона лише реєструє й описує геометричною мові форми і відносини, котрі вже зустрілися на практиці, подібні просторовим. В дійсності геометрія визначає широкі класи нових просторів і фігур в них, виходячи з аналізу і узагальнень даних спостережної геометрії і вже сформованих геометричних теорій. При абстрактному визначенні ці простори і фігури виступають як можливі форми дійсності. Вони, отже, не є чисто умоглядними конструкціями, а повинні служити зрештою засобом дослідження й опису реальних фактів. Микола Лобачевський, будучи одним з першовідкривачів гіперболічної геометрії, вважав її можливою теорією просторових відносин. Так само, як його геометрія отримала обґрунтування в смислі її логічної спроможності і застосування до явищ природи, так і всяка абстрактна геометрична теорія проходить таку ж подвійну перевірку. Для перевірки логічної спроможності істотне значення має метод побудови математичних моделей нових просторів. Проте остаточно вкорінюються в науці тільки ті абстрактні поняття, які виправдані і побудовою штучної моделі, і застосуваннями, якщо не прямо в природознавстві і техніці, то хоча б в інших математичних теоріях, через які ці поняття так чи інакше пов'язуються з дійсністю. Легкість, з якої математики і фізики оперують тепер різними «просторами», досягнута в результаті довгого розвитку геометрії в тісному зв'язку з розвитком математики в цілому та інших точних наук. Саме внаслідок цього розвитку склалася і здобув велике значення інший бік геометрії, вказаний в загальному визначенні, даному на початку статті: включення в геометрію дослідження форм і відносин, схожих з формами і відносинами в звичайному просторі.

## Історія геометрії

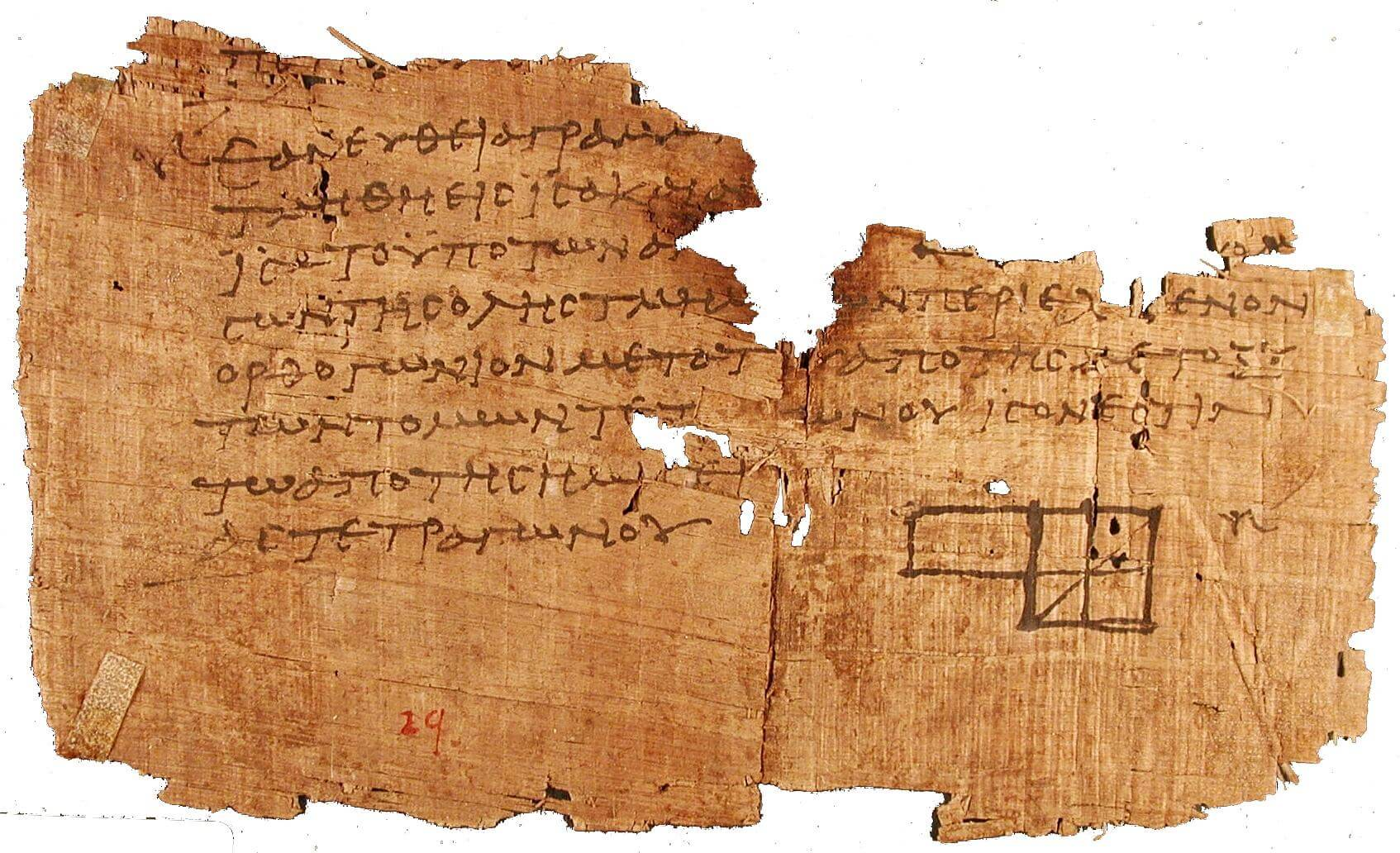
Оксиринхський папірус «Начал» Евкліда

Геометрія — слово грецького походження. Воно означає землемірство. Однак першими «землемірами» були стародавні єгиптяни. Сільське господарство могло розвиватись лише біля річки Ніл. Щороку Ніл розливався, приносячи на землі які були залиті водою, плодючий мул. Кожен селянин мав наділ землі певної площі, однак розливи ріки не дозволяли раз і назавжди визначити межі кожного наділу, тому після чергового розливу доводилось визначати земельну ділянку заново. Це виконували землеміри — люди, що за допомогою шнура відміряли кожному селянину ділянку з площею, яка була йому приписана. Стародавні єгиптяни не знали циркуля, його винайшли греки. Однак це їм особливо не перешкоджало. Так, прямий кут вони будували мотузкою, що має довжину 12 мір. За допомогою цієї мотузки можна побудувати трикутник зі сторонами 3, 4 і 5 мір. Такий трикутник за теоремою Піфагора є прямокутним. Тому прямокутний трикутник також називають єгипетським.

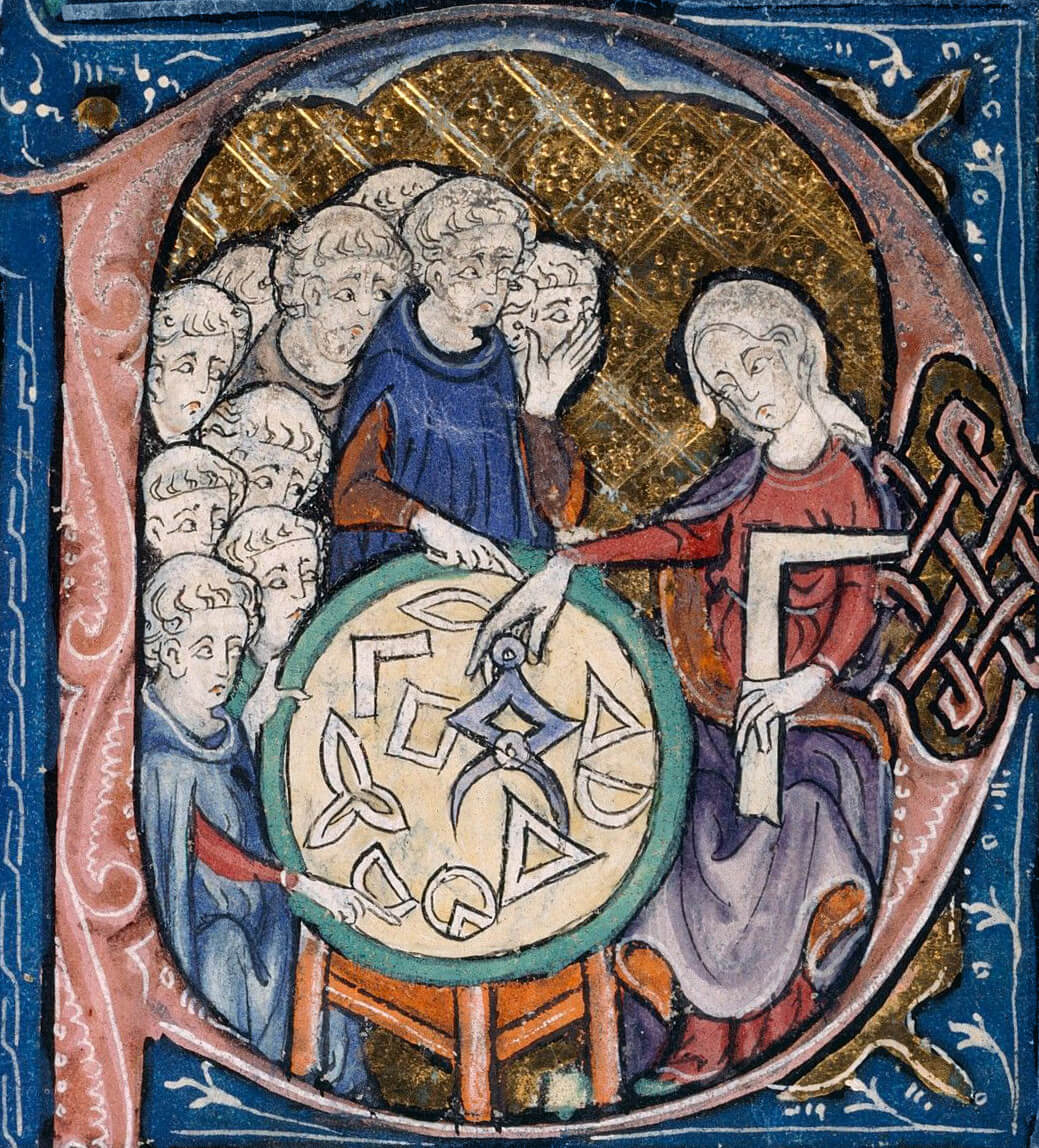
Жінка навчає дітей геометрії. Ілюстрація з паризького рукопису Евклідових «Начал», початок XIV століття

У Стародавній Греції, починаючи з VII ст. до н. е., з часів Фалеса Мілетського, починається новий етап розвитку геометрії. Вона набуває характерного для неї абстрактного напряму, у ній виникає доведення. Грецький мислитель мілетської школи Анаксимандр здійснив першу спробу створення систематичного курсу для викладання геометрії. Перетворення це відбулося шляхом абстрагування від будь-яких властивостей тіл, крім взаємного положення і величини. Наукою геометрія стала, коли від набору рецептів перейшли до встановлення загальних закономірностей. Подальші спроби побудови систематичних курсів математики належать Гіппократу Хіоському, Феодору Кіренському, Архіту Тарентському, Евдоксу Кнідському та багатьом іншим вченим. Вони створили математичну основу для подальшого розвитку науки, теоретичного природознавства і філософії Давньої Греції. Греки склали перші систематичні і доказові праці з геометрії, великий внесок зробили Евклід, Архімед, Аполлоній Перзький.
Центральне місце серед них займають складені близько 300 до н. е. «Начала» Евкліда. Ця праця і понині залишається зразковим викладенням у дусі аксіоматичного методу: всі положення виводяться логічним шляхом з невеликого числа явно зазначених і не доводимих припущень — аксіом. Геометрія греків, звана сьогодні евклідовою, або елементарною, займалася вивченням простих форм: прямих, площин, відрізків, правильних багатокутників і багатогранників, конічних перерізів, а також куль, циліндрів, призм, пірамід і конусів. Обчислюються їхні площі і об'єми. Перетворення в основному обмежувалися геометричною подібністю.

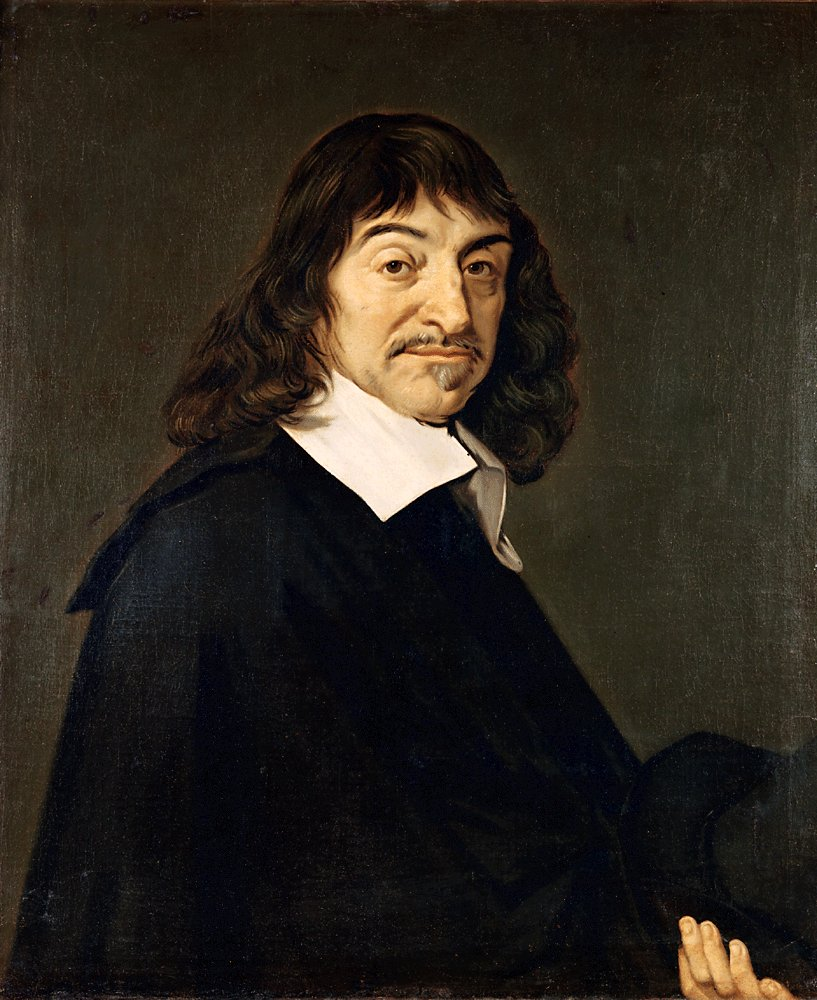
Рене Декарт

Середньовіччя небагато дало геометрії, і наступною великою подією в її історії стало відкриття Рене Декартом (1596—1650) і П'єром Ферма (1601—1665) в XVII ст. координатного методу («Міркування про метод», 1637). Точкам зіставляються набори чисел, це дозволяє вивчати відносини між формами методами алгебри. Так з'явилася аналітична геометрія, що вивчає фігури і перетворення, які в координатах задаються алгебричними рівняннями. Приблизно одночасно з цим Блезом Паскалем і Жераром Дезаргом (1591—1661) почато дослідження властивостей плоских фігур, що не міняються при проєктуванні з однієї площини на іншу. Цей розділ отримав назву проєктивної геометрії. Метод координат лежить з розвитком математичного аналізу ліг в основу нового підходу, що з'явився трохи пізніше, — диференціальної геометрії, де фігури і перетворення все ще задаються в координатах, але вже довільними досить гладкими функціями. Властивості цих фігур вивчаються за допомогою моці й гнучкості апарату аналізу.

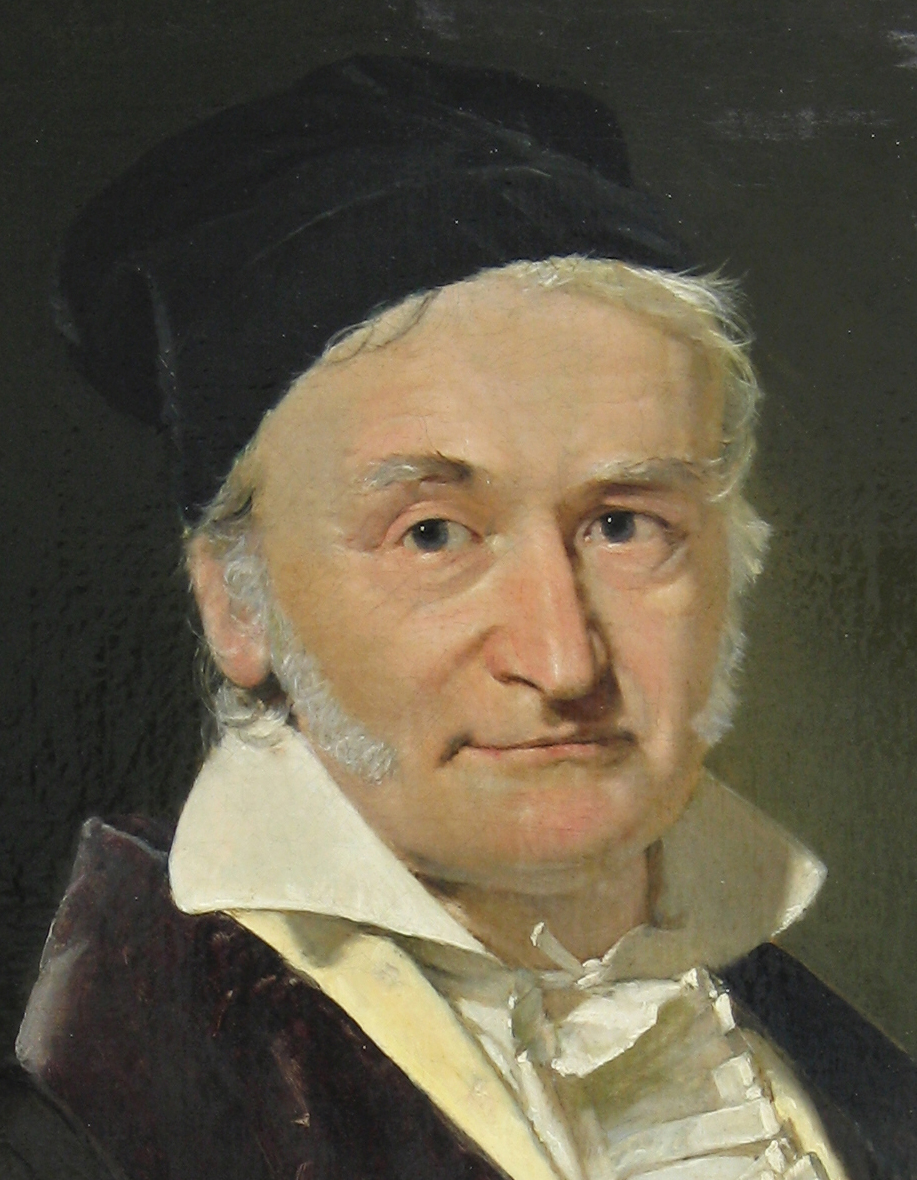
Карл Гаус

Остаточне оформлення і систематичний виклад цих нових напрямів геометрії дані в XVIII — на початку XIX ст. Леонардом Ейлером (1707—1783) для аналітичної геометрії (1748), Гаспаром Монжем для диференціальної геометрії (1795), Жан-Віктором Понселе для проєктивної геометрії (1822), причому саме вчення про геометричне зображення (у прямому зв'язку із завданнями креслення) було ще раніше (1799) розвинене і приведене в систему Монжем у вигляді нарисної геометрії. У всіх цих нових дисциплінах основи (аксіоми, початкові поняття) геометрії залишалися незмінними, коло ж фігур, що вивчаються, і їхніх властивостей, а також використаних методів розширювався.

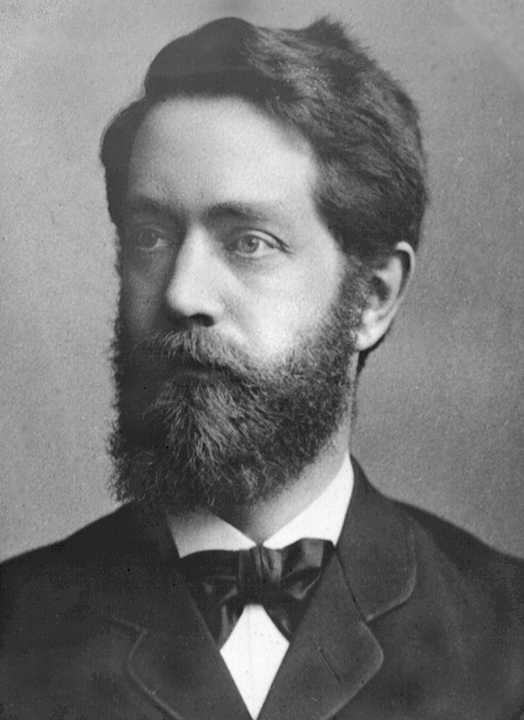
Фелікс Клейн

XIX ст. дало два значних прориви у розвитку науки. Дослідження Миколи Лобачевського, Яноша Больяї і Карла Гауса відкрили несуперечність неевклідової геометрії, в якій знаменитий п'ятий постулат Евкліда замінений на зворотне твердження. Фелікс Клейн зв'язав всі види геометрій, згідно з ним геометрія вивчає всі ті властивості фігур, які інваріантні щодо перетворень з певної групи. При цьому кожна група задає свою геометрію. Так, ізометрії (руху) задає евклідову геометрію, група афінних перетворень — афінну геометрію, група проєктивних перетворень — проєктивну геометрію, група конформних перетворень — конформну геометрію тощо.
Двома визначними майстрами досліджень в геометрії цього часу були Бернгард Ріман, який працював переважно з інструментами математичного аналізу і ввів Ріманові поверхні, та Анрі Пуанкаре, засновник алгебричної топології і геометричної теорії динамічних систем.
Наслідком цих великих змін в геометричних поглядах концепція «простору» стала значно багатша і різноманітніша, і перетворилася на природну основу таких різних теорій, як комплексний аналіз чи класична механіка. Традиційні види геометрій були визнані як загальний однорідний простір, такий простір, який має достатню кількість симетрій, так щоб погляд з одної чи іншої точки давав той самий вид.

## Геометрії
- Евклідова геометрія
  - Планіметрія
  - Стереометрія
  - Тригонометрія
- Синтетична геометрія
- Неевклідова геометрія
- Аналітична геометрія
- Алгебрична геометрія
- Диференціальна геометрія
- Афінна геометрія
- Сферична геометрія
- Проєктивна геометрія
- Конформна геометрія
- Гіперболічна геометрія
- Нарисна геометрія
- Лінійна алгебра
- Ріманова геометрія
- Лоренцева геометрія
- Симплектична геометрія
- Топологія

Порівняння еліптичної, евклідової та гіперболічної геометрій

- Дискретна (комбінаторна) геометрія
- Скінченна геометрія
- Позитивна геометрія[2][3]